# Wertheim (almacenes)

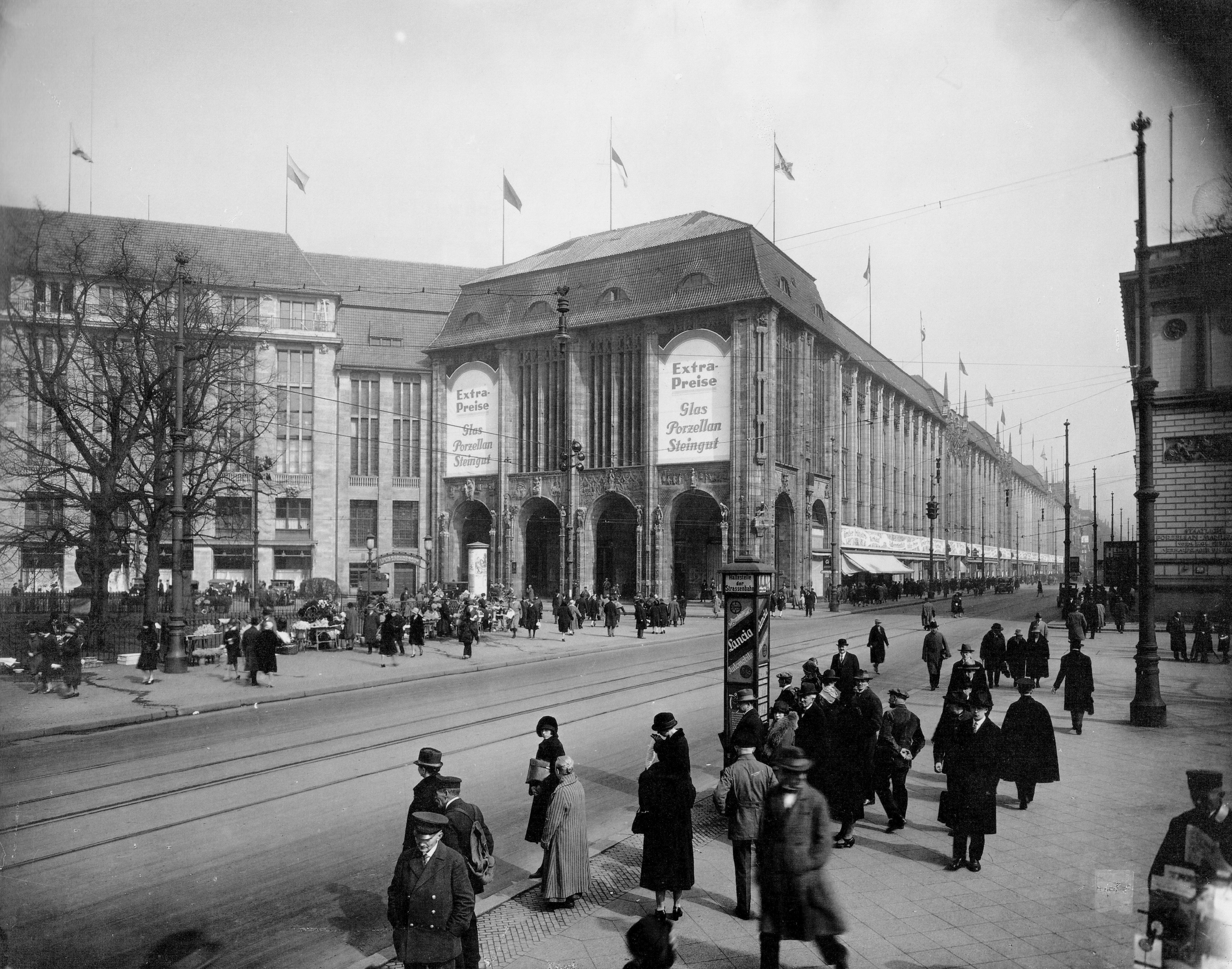
Wertheim en Leipziger Platz, 1920s.

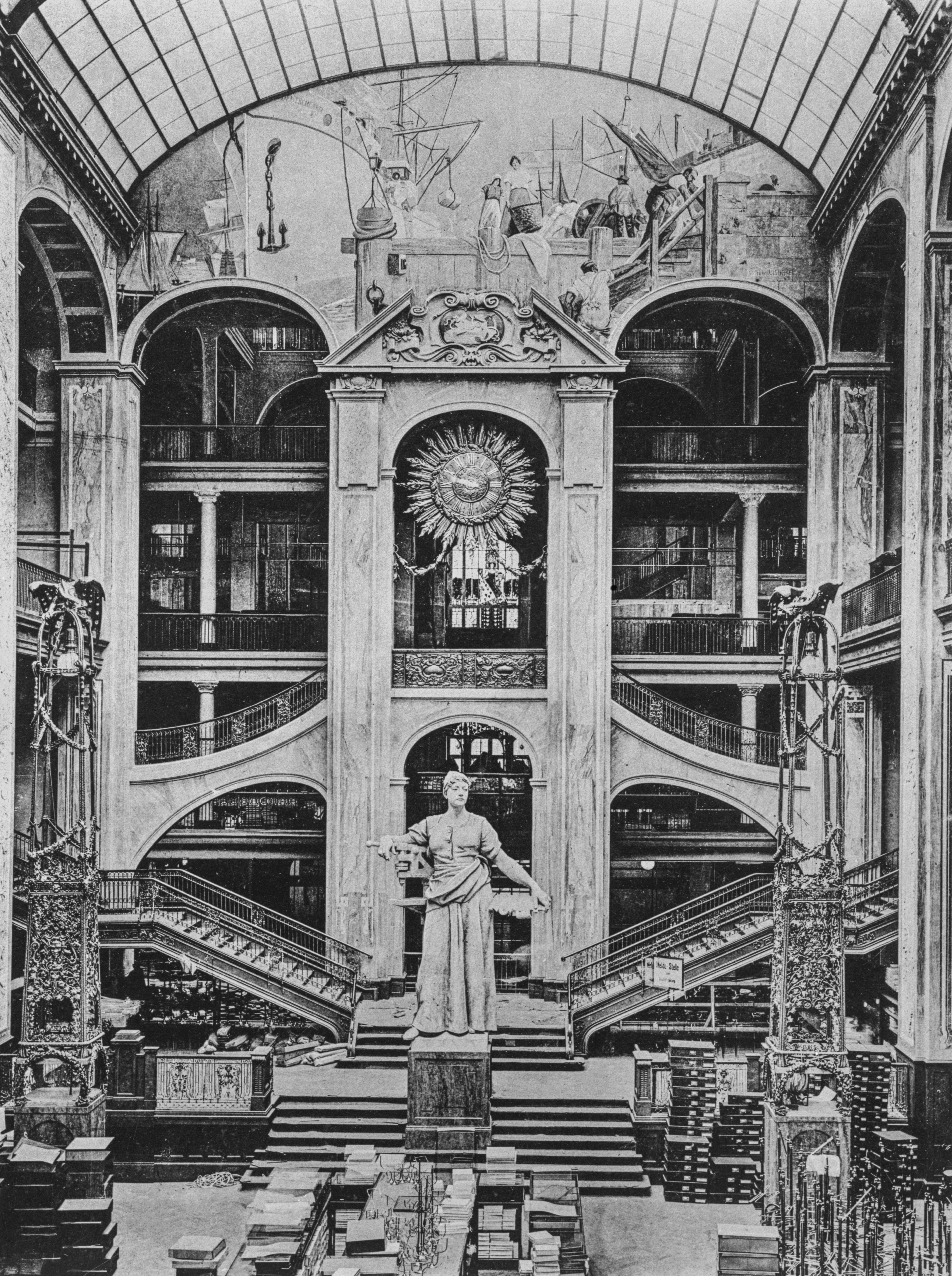
El foyer de Wertheim en Leipziger Platz, c. 1900.

Wertheim fue una tienda por departamentos en Berlín con varias sucursales en Alemania en el periodo anterior a la Segunda Guerra Mundial, rivalizó con Harrod's y las Galerías Lafayette.
Fundada por el empresario de origen judío Georg Wertheim (1857-1939) manejaba cuatro sedes, en Berlín, Rostock(1884), Stralsund (el original fundado en 1852), y Breslau.
Su sede más famosa fue en Leipziger Platz en Berlín, construida en 1896, obra del arquitecto Alfred Messel (1853-1909). En su momento fue el más grande de Europa. Tenía 83 elevadores y un atrio vidriado, fue una de las tres grandes tiendas berlinesas de preguerra, las otras eran Hermann Tietz y la Kaufhaus des Westens. 
En la década del 1930, la compañía fue sujeta a las leyes de arianización de los nazis, los empleados judíos despedidos y su directorio destituido. En un intento por recuperarlo se pasó a nombre de su esposa Ursula que aplicaba dentro de las leyes arias. Fue inútil, en 1937 fue expropiado y en 1939 el negocio cambió su nombre a AWAG o Allgemeine Warenhandelsgesellschaft A.G. 
Destruida durante los bombardeos quedó en la tierra de nadie entre los dos Berlín, sus ruinas fueron demolidas en 1950.
En 1952 la compañía regresó en un local en Wilmersdorferstraße y en 1971 abrió en Kurfürstendamm. Adquirida en 1985 por el Hertie Group desde 1994, perteneció a Arcandor AG (Karstadt Quelle AG). Las dos tiendas restantes en Berlín operaron como Karstadt. 

## La cadena Wertheim-Warenhäuser
- Stralsund (1875; 1903/1904, 1927/1928, 1948 Konsument, 1991 Horten-Konsument, 1996)
- Rostock (1881-1945)
- Berlín, Rosenthaler Straße(1885, 1903–1905),[1] heute AOK-Bundesverband
- Berlín, Oranienstraße (1894–1913)[2]
- Berlín, Oranienburger Straße (1909–1914, heute Kunsthaus Tacheles)
- Berlín, Leipziger Straße (1897–1944)[3]
- Berlín, Columbushaus am Potsdamer Platz (1945–1948)
- Berlín, Moritzplatz (1913–1945)
- Berlín, Königstraße (1911–1945)
- Berlín, Schloßstraße (Berlin-Steglitz) (1952-2009)
- Berlín, Kurfürstendamm (1971- 2008)  Karstadt
- Bochum (1958–1986)
- Breslau (Neubau, 1930–1944)
- Essen, Kettwiger Straße (1964–1986)